# Ars cantus mensurabilis

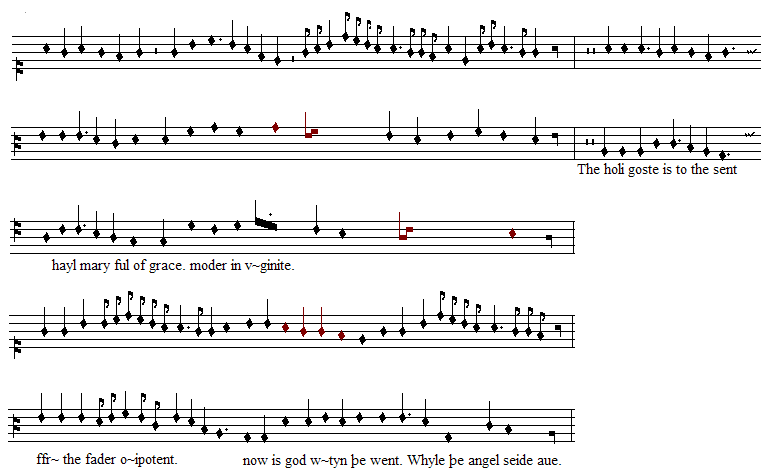
Příklad mensurální notace

Ars cantus mensurabilis (do češtiny lze název přeložit přibližně jako Pojednání o zpěvu měřitelném) je středověký hudební teoretický traktát z poloviny 13. století. Autorem spisu přibližně z let 1260-1280 je hudební teoretik německého původu, Franko Kolínský.

## Souvislosti
Franko Kolínský své pojednání napsal krátce po vydání podobného hudebněteoretického díla 13. století, De mensurabili musica od Johanna Garlandského, ve kterém autor shrnuje a popisuje soubor 6 rytmických modů používaných v hudbě té doby.

## Obsah
Spis Ars cantus mensurabilis obsahuje množství hudebních příkladů o různých hudebních žánrech té doby (organum, discantus, polyfonie, conductus, a o rytmických modech). Jedná se o první traktát poukazující na to, že noty mohou svým tvarem, vyjadřovat trvání, rytmickou hodnotu, nebo dokonce melodickou hodnotu či výšku. Tento nový rytmický systém se stal základem pro systém mensurální notace, a zároveň pro nový notační a hudební styl, zvaný ars nova.